# Tepoztlán (kommun)
Tepoztlán är en kommun i Mexiko.   Den ligger i delstaten Morelos, i den sydöstra delen av landet, 50 km söder om huvudstaden Mexico City.
Följande samhällen finns i Tepoztlán:
- Tepoztlán
- Santa Catarina
- Unidad Habitacional Rinconada Acolapa
- Loma Bonita
- Tetecolala
- San Andrés de la Cal
- Colonia Obrera
- Colonia Ángel Bocanegra
- Lomas del Pedregal
- Colonia Loma Esmeralda
- Colonia Huilotepec
- Colonia del Carmen
- Tetenco
- Colonia los Ocotes
- Huachinantitla
- Tlaltépetl
- Camino Antiguo a Tepoztlán
- Colonia Tecmilco
- Colonia Chichco